# São Sebastião do Rio Verde (kommun)
São Sebastião do Rio Verde är en kommun i Brasilien.   Den ligger i delstaten Minas Gerais, i den sydöstra delen av landet, 800 km söder om huvudstaden Brasília. Antalet invånare är 2 110.
Följande samhällen finns i São Sebastião do Rio Verde:
- São Sebastião do Rio Verde

Omgivningarna runt São Sebastião do Rio Verde är huvudsakligen savann. Runt São Sebastião do Rio Verde är det ganska tätbefolkat, med 83 invånare per kvadratkilometer.